# Si no estás
«Si no estás» (Коли тебе нема) — перший сингл іспанського поп-рок-гурту El Sueño de Morfeo з альбому Cosas que nos hacen sentir bien 2009 року.
У вересні 2009 року сингл потрапив до огляду у чарті PROMUSICAE, де посів 8 сходинку і був визнаний золотим.

## Відеокліп
Відео було відзняте та презентоване 2009 року в Іспанії та потім всесвітньо. Відзнято з допомогою Warner Music Spain. На відео кожен учасник гурту, гуляючи містом, стикається з величезним проводом від музичних інструментів. Паралельно показано учасників гурту, що грають у кімнаті з білими стінами, які потім виявляються картонними, і які наприкінці відео учасники руйнують. На останніх секундах кліпу показано анімаційне з'єднання всіх трьох проводів на місці гри гурту.